# Cantharellus cinereus
Cantharellus cinereus, (Christian Hendrik Persoon, 1798 ex Elias Magnus Fries, 1821) sin. Craterellus cinereus, (Christian Hendrik Persoon, 1825), cunoscut în România sub numele trâmbiță/trâmbițe, este o ciupercă comestibilă a încrengăturii Basidiomycota din ordinul Cantharellales, în familia Cantharellaceae și de genul Craterellus, a cărei epitet este derivat din cuvântul latin (latină cinis=cenușă, praful focului, cenușa morților). Această specie care coabitează, fiind un simbiont micoriza (formează micorize pe rădăcinile arborilor), este destul de răspândită în România, Basarabia și Bucovina de Nord și crește aproape mereu în tufe mai mari, dezvoltându-se în primul rând în păduri de foioase mai ales sub fagi, numai rar în cele de conifere care se bucură de soluri bazice și umede. Începând în august, sezonul important al apariției este de la mijlocul lunii septembrie până toamna târziu, în noiembrie, înainte de primul ger. Soiul se găsește adesea împreună cu trâmbița morților.

## Descriere

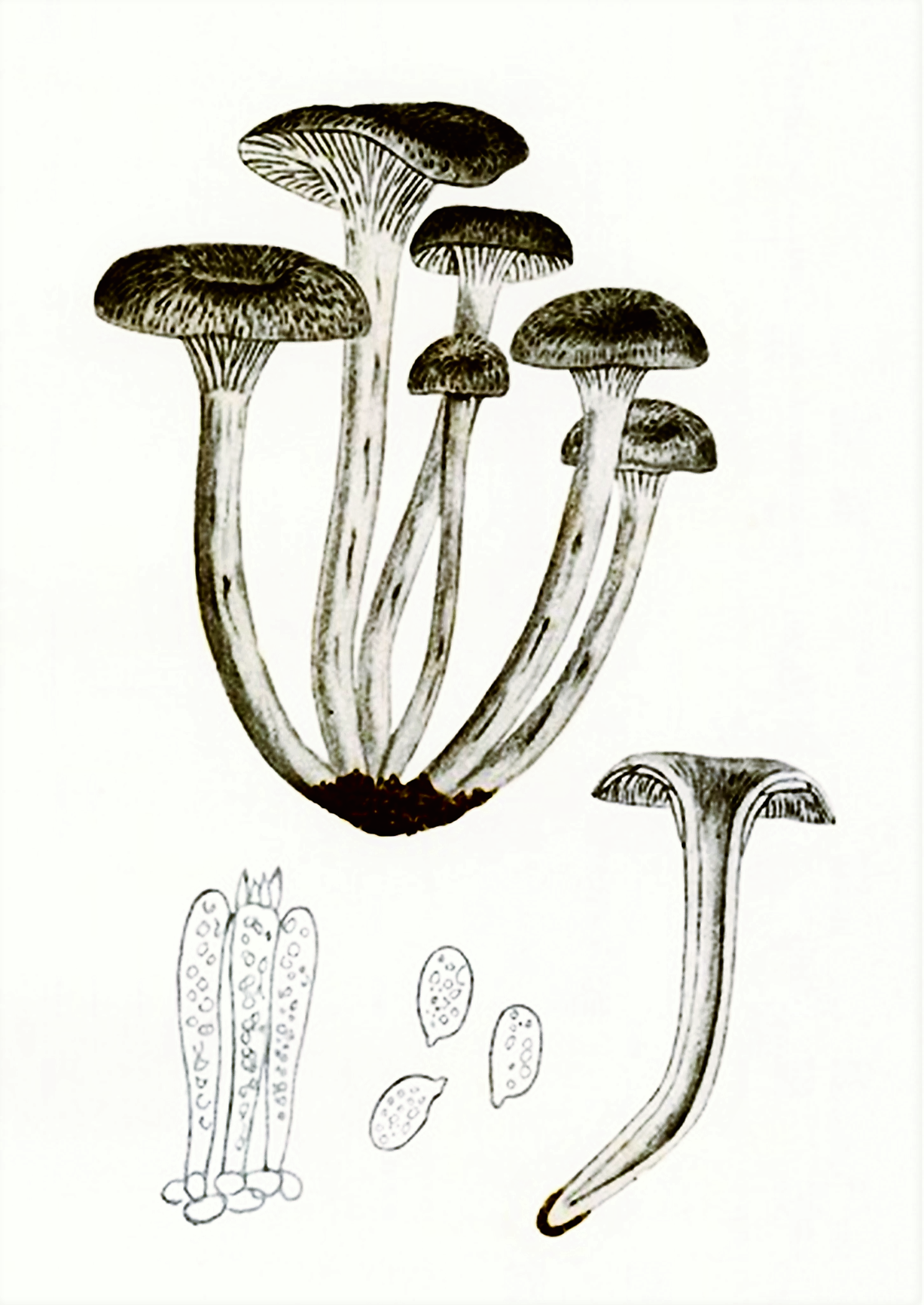
Bres.: Cantharellus cinereus

- Pălăria: are un diametru de 2-7 (9) cm, este subțire, mătăsoasă și foarte fin solzoasă spre mijloc, fiind inițial convexă, apoi plată cu centrul adâncit, dar destul de repede lățită la vârf în formă de pâlnie precum deschisă în fund spre picior, cu marginile ondulate sau lobate, răsucite înspre exterior. Coloritul este gri închis până brun-negricios cu aspect negru la umezeală și bătrânețe.
- Stinghiile:  sunt destul de groase, marcante, cu o lungime de până la 1 mm, ferm conectate la corpurile de fructificare, lung decurente la picior, mereu clar bifurcate și reticulate, sub formă de nervuri. Coloritul este cenușiu la gri-albăstrui, în vârstă brumat alb, dar  niciodată cu tonuri gălbuie.
- Piciorul: are o lungime de 4-8 cm și o grosime de 0,4-0,8 cm, este lung, fibros, gol pe dinăuntru, ascuțit spre bază și lărgit spre pălărie în formă de trompetă. Coloritul este gri-brun până brun-negricios.
- Carnea: tot organismul este subțire, vâscos, în vârstă aproape lemnos cu un miros fructuos de prune, similar trâmbiței morților și gust plăcut.[5][6]
- Caracteristici microscopice: Sporii sunt elipsoidali și apiculați, netezi, hialini (translucizi), neamiloizi (nu intră într-o reacție chimică cu iod) și au o mărime de 8-10 x 5-6 microni. Datorită pulberii albe, ciuperca apare astfel la bătrânețe alb-brumată. Basidiile fără catarame cu 4-6 sterigme fiecare sunt clavate, măsurând 50-60 x 6-9 microni. Cistidele (elemente sterile situate în stratul himenal sau printre celulele din pielița pălăriei și a piciorului, probabil cu rol de excreție) de mărime și aspect asemănător sunt rotunjite la vârf.[7][8]

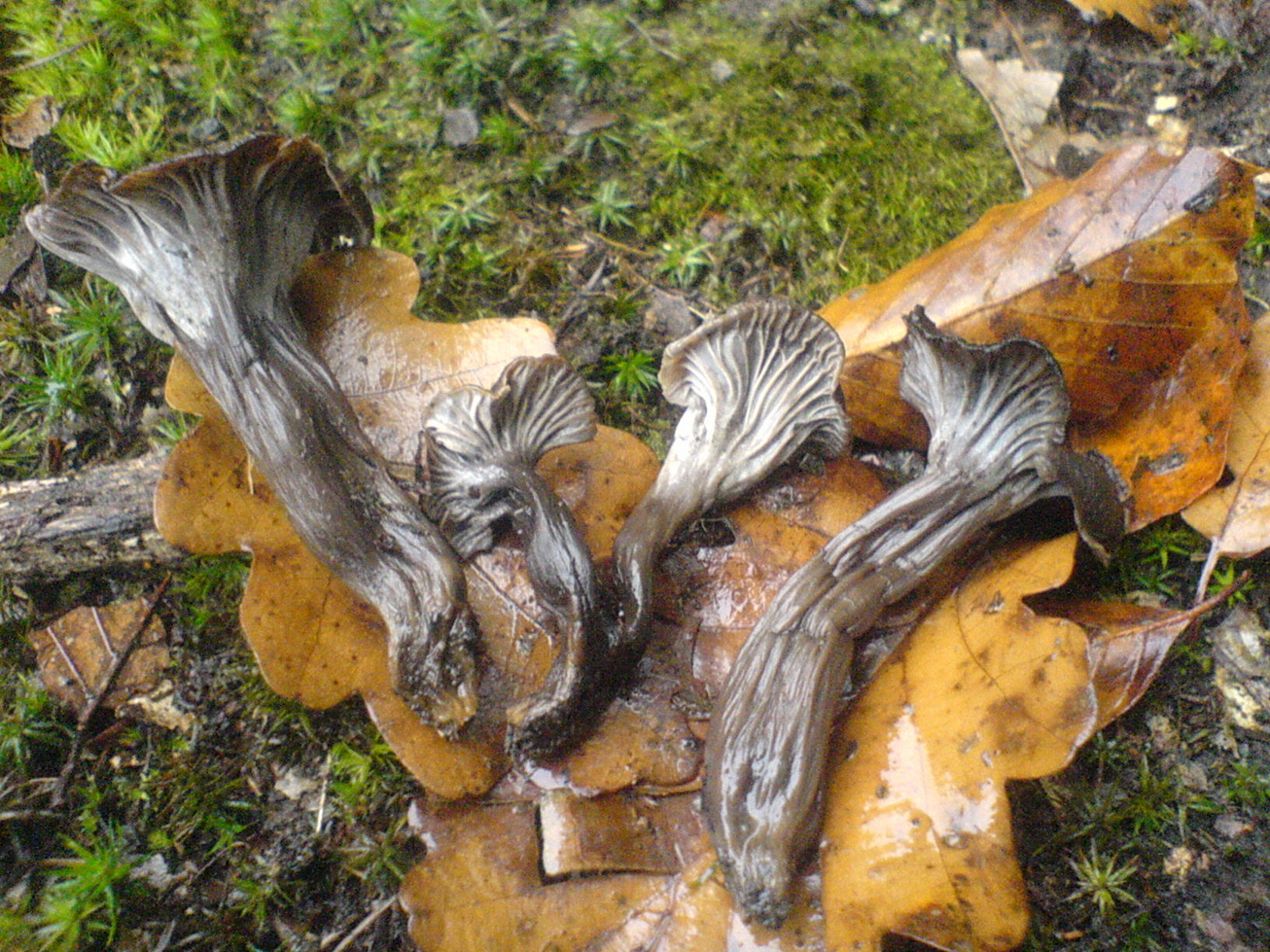
C. cinereus, lamele și picior
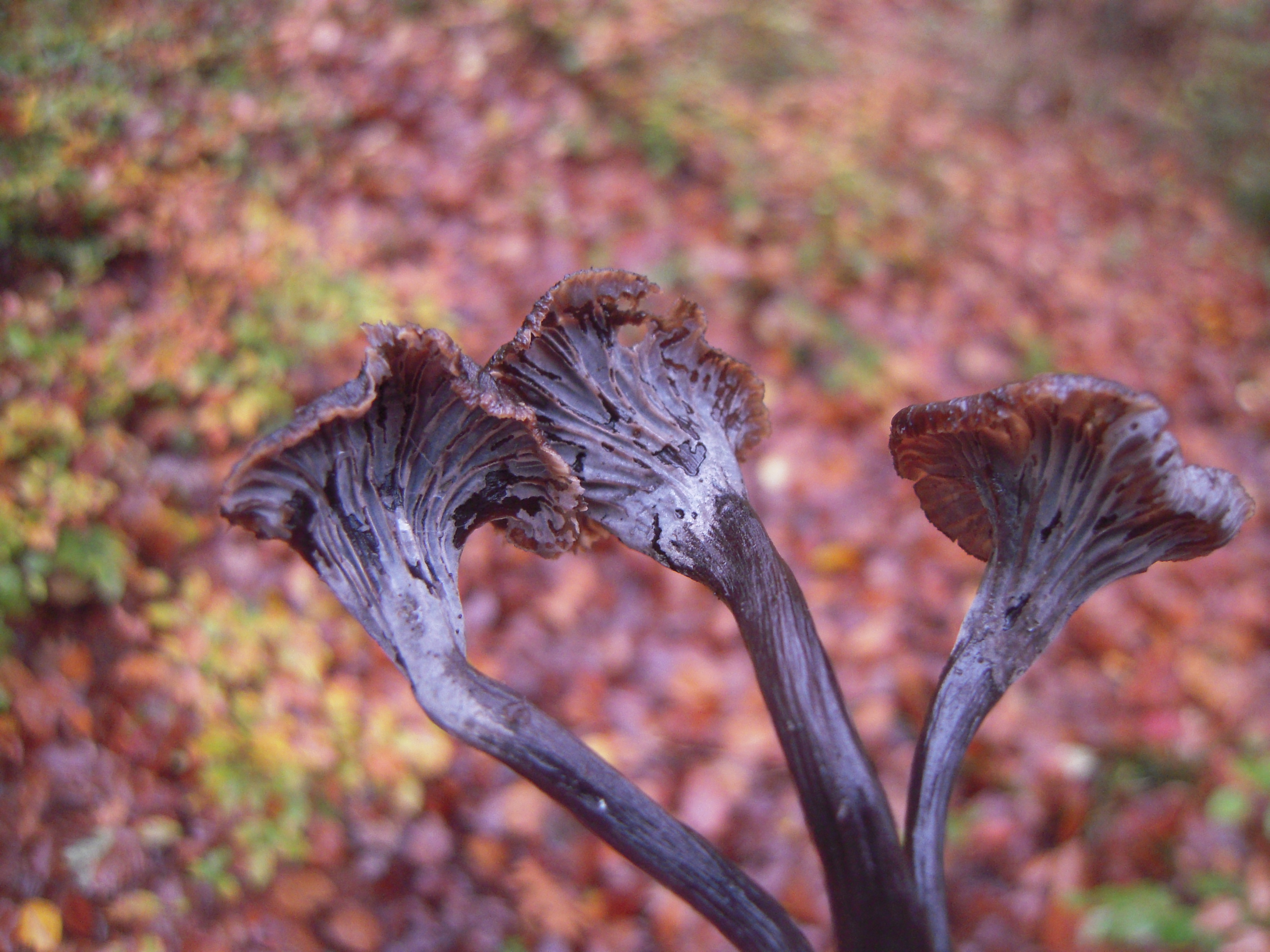
C. cinereus bătrâne
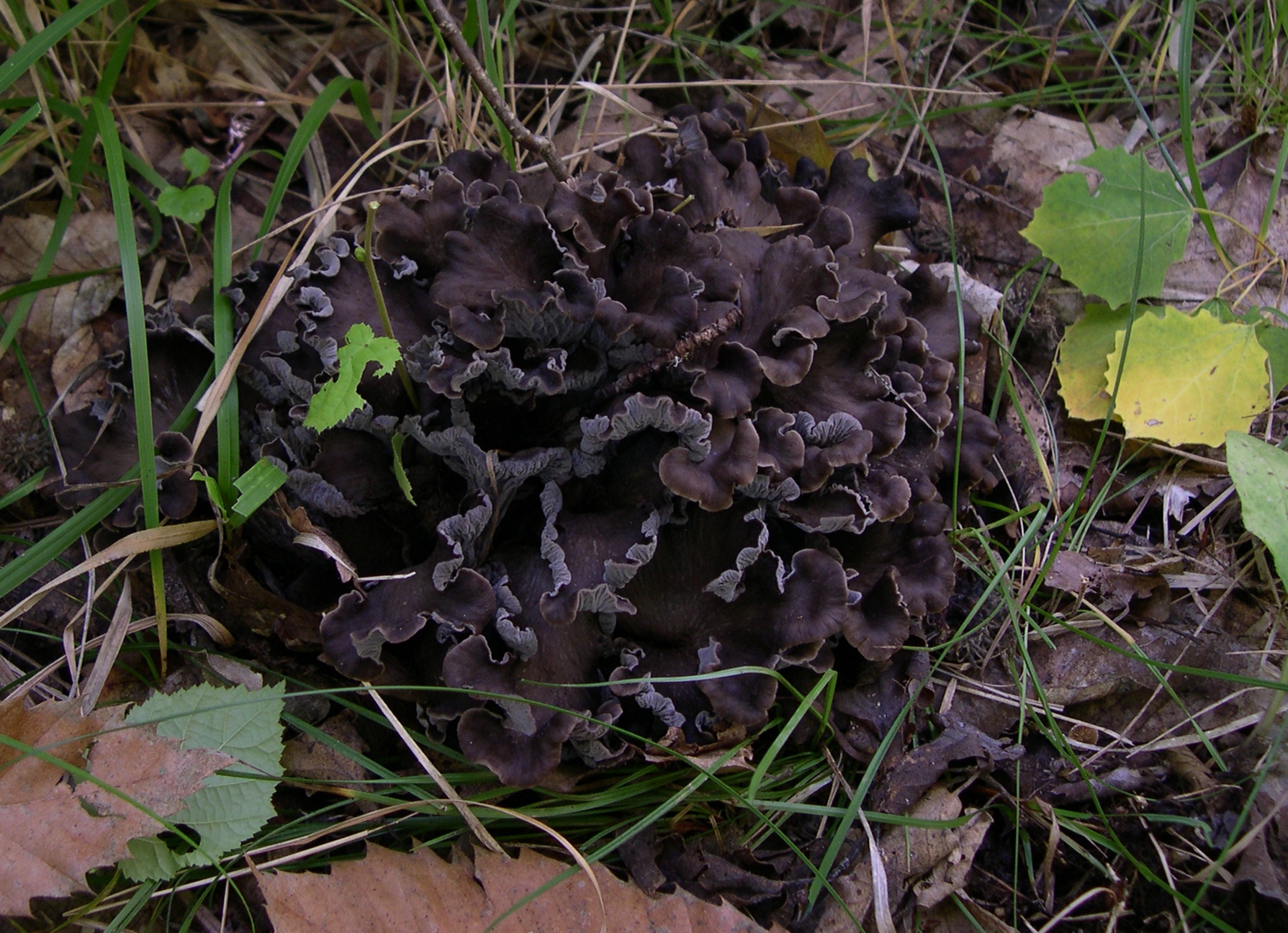
C. cinereus, tufă

## Confuzii
În mod general, acest burete precum variația sa poate fi confundat numai cu alte soiuri cu toate comestibile de genul Cantharellus, Craterellus sau Gomphus, ca de exemplu cu Cantharellus carbonarius sin. Geopetalum carbonarius, Craterellus cornucopioides, Craterellus sinuosus, sin. Pseudocraterellus undulatus, Craterellus tubaeformis, respectiv cu Camarophyllopsis atropuncta (necomestibil),  Gomphus clavatus, Helvella corium (probabil otrăvitor) sau Urnula craterium (necomestibil).

## Ciuperci asemănătoare în imagini

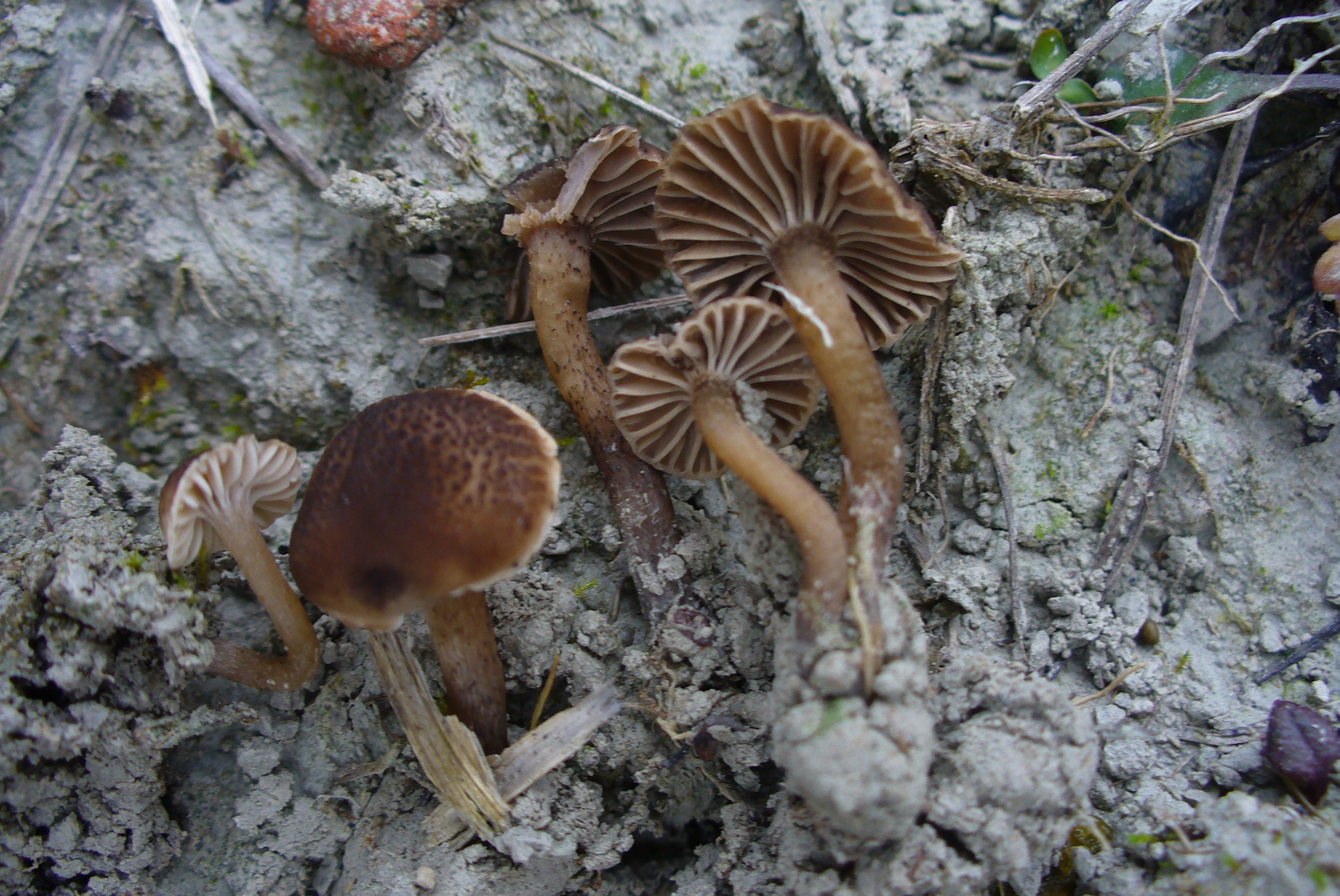
Camarophyllopsis atropuncta
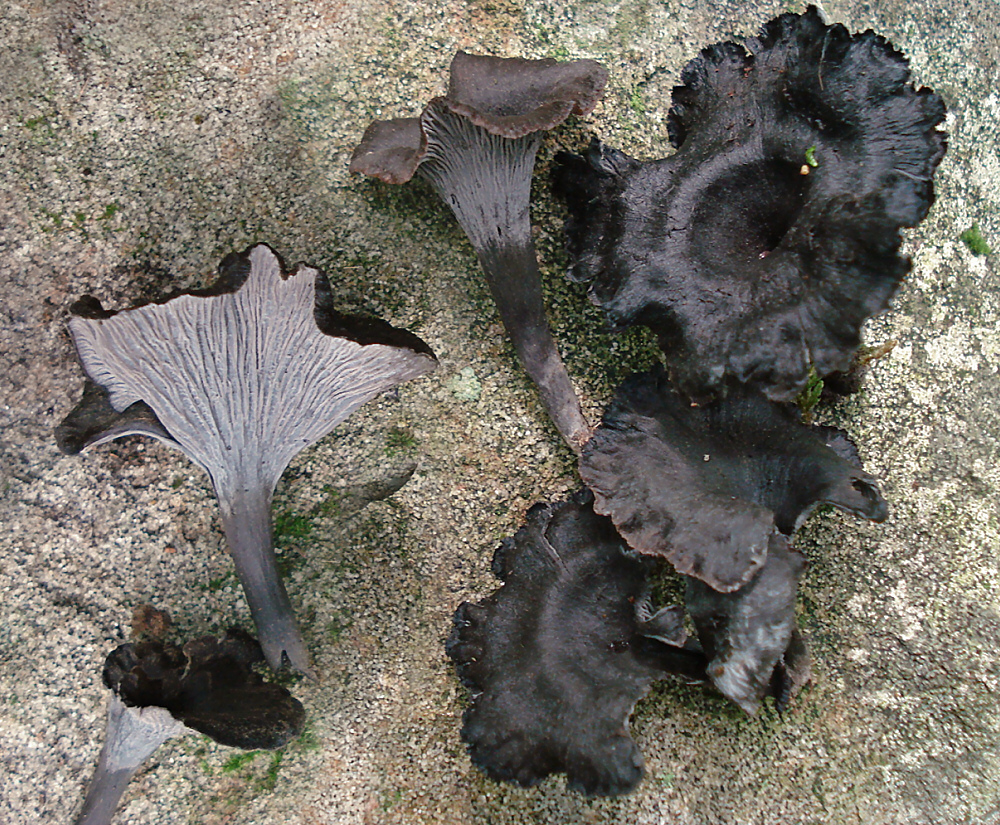
Craterellus cinereus
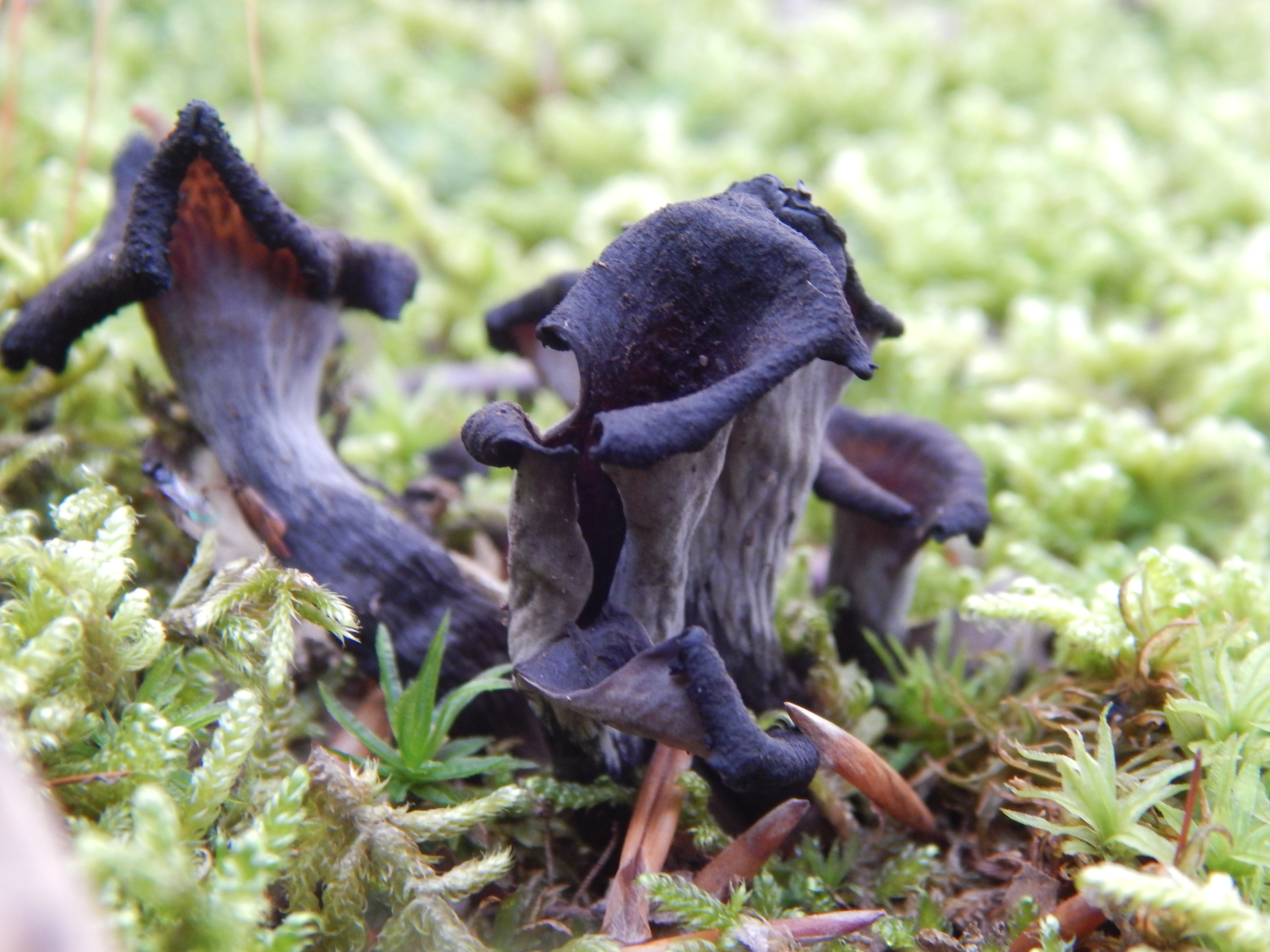
Craterellus cornucopioides
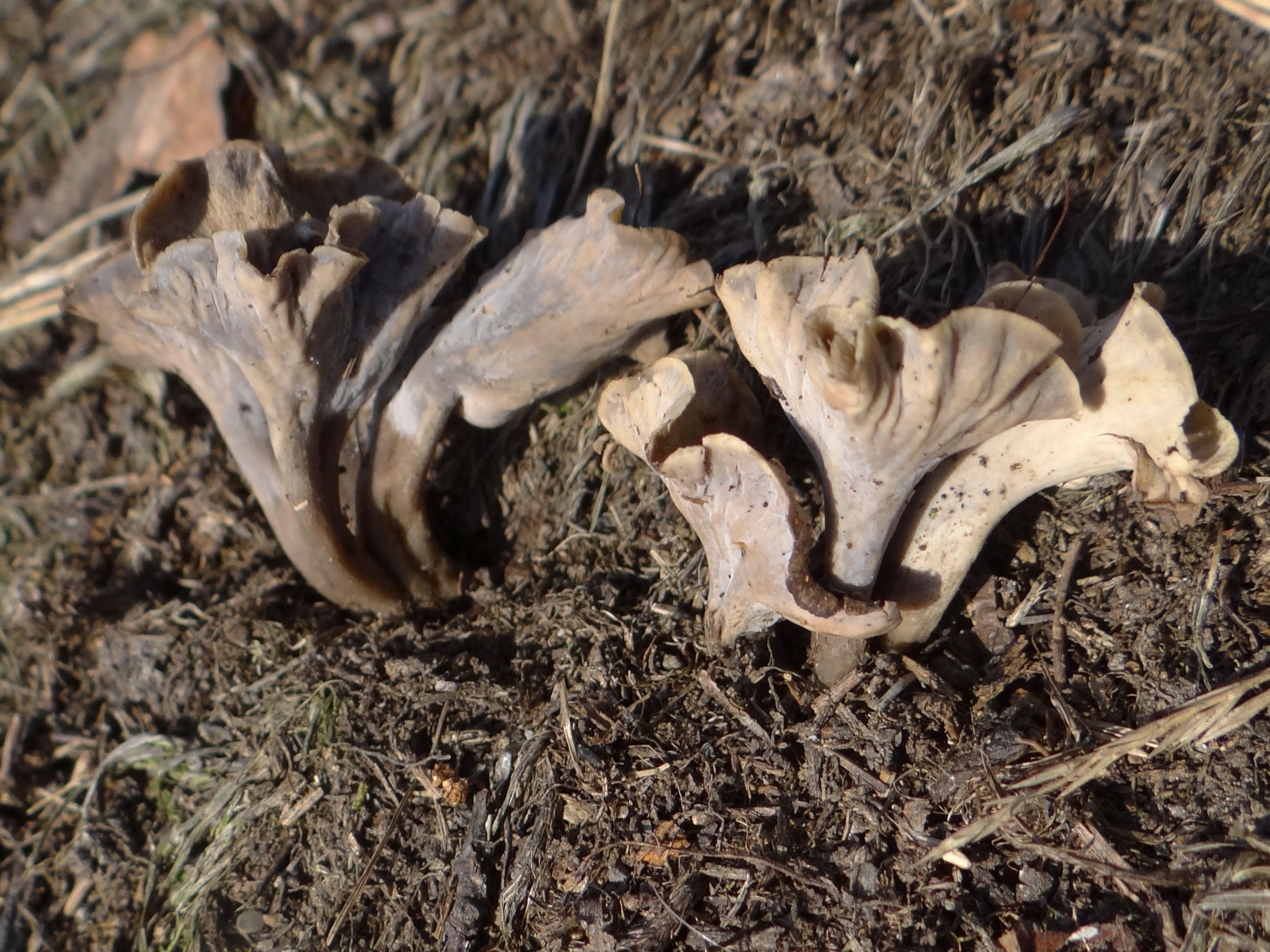
Craterellus sinuosus
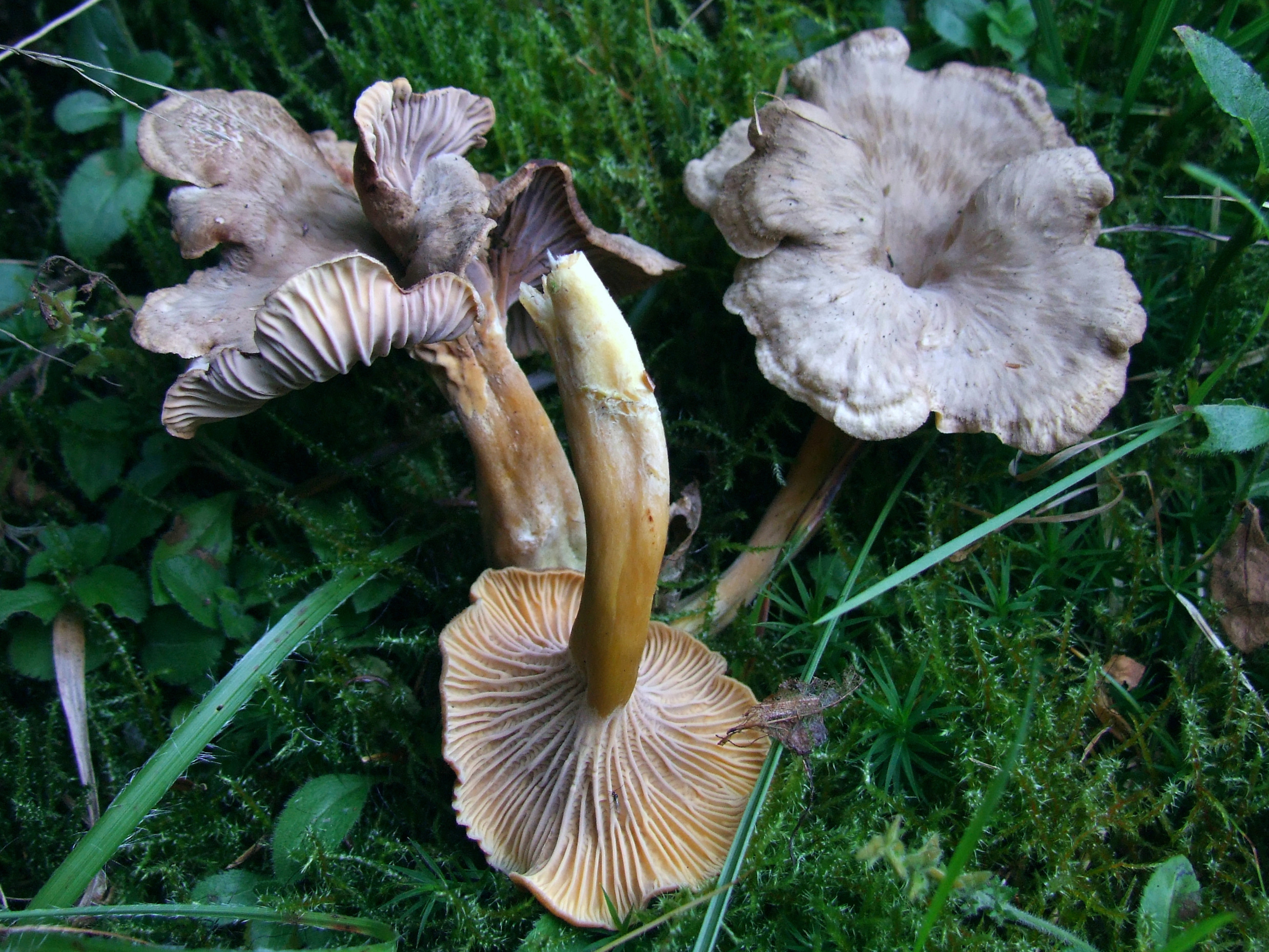
Craterellus tubaeformis
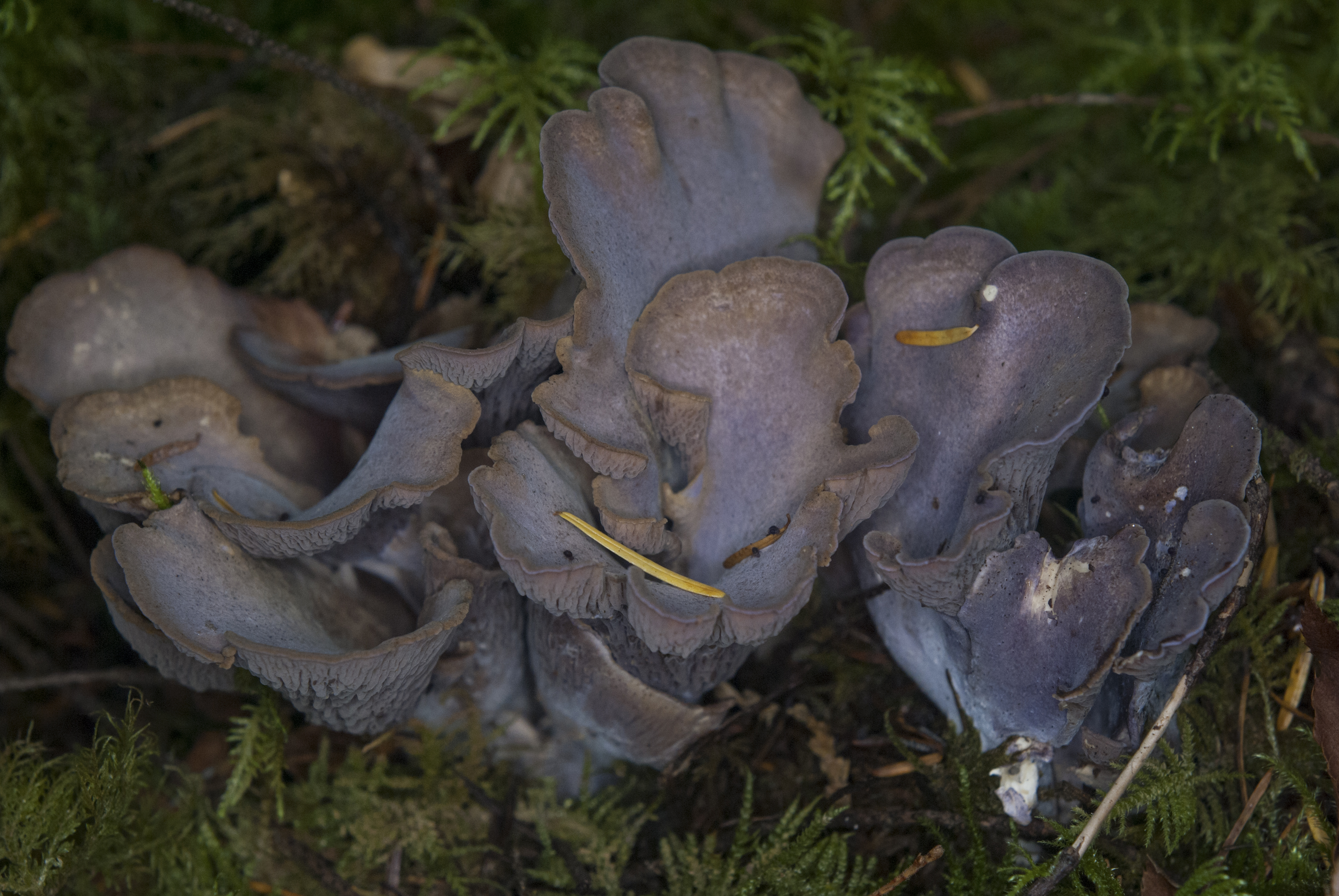
Gomphus clavatus
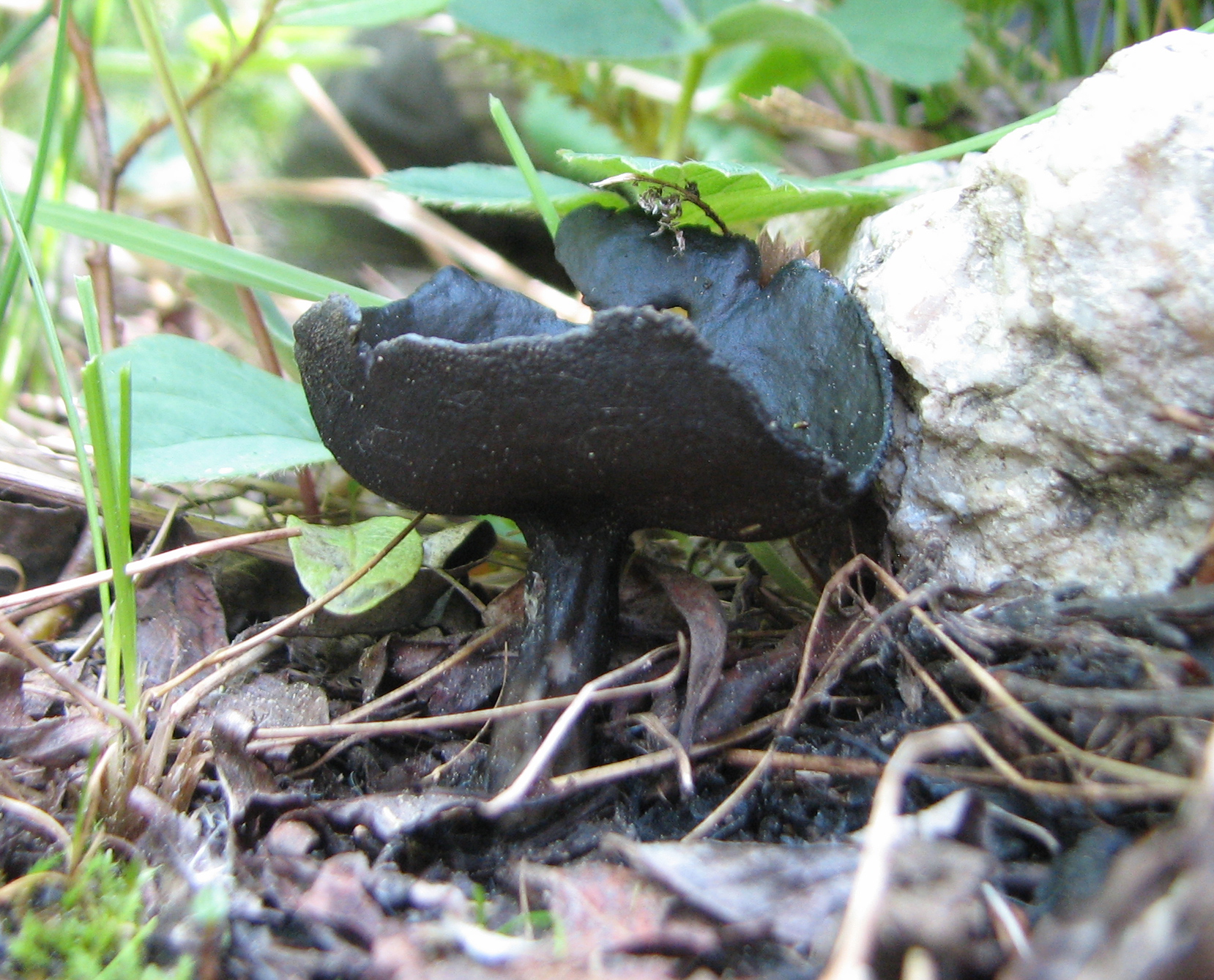
Helvella corium
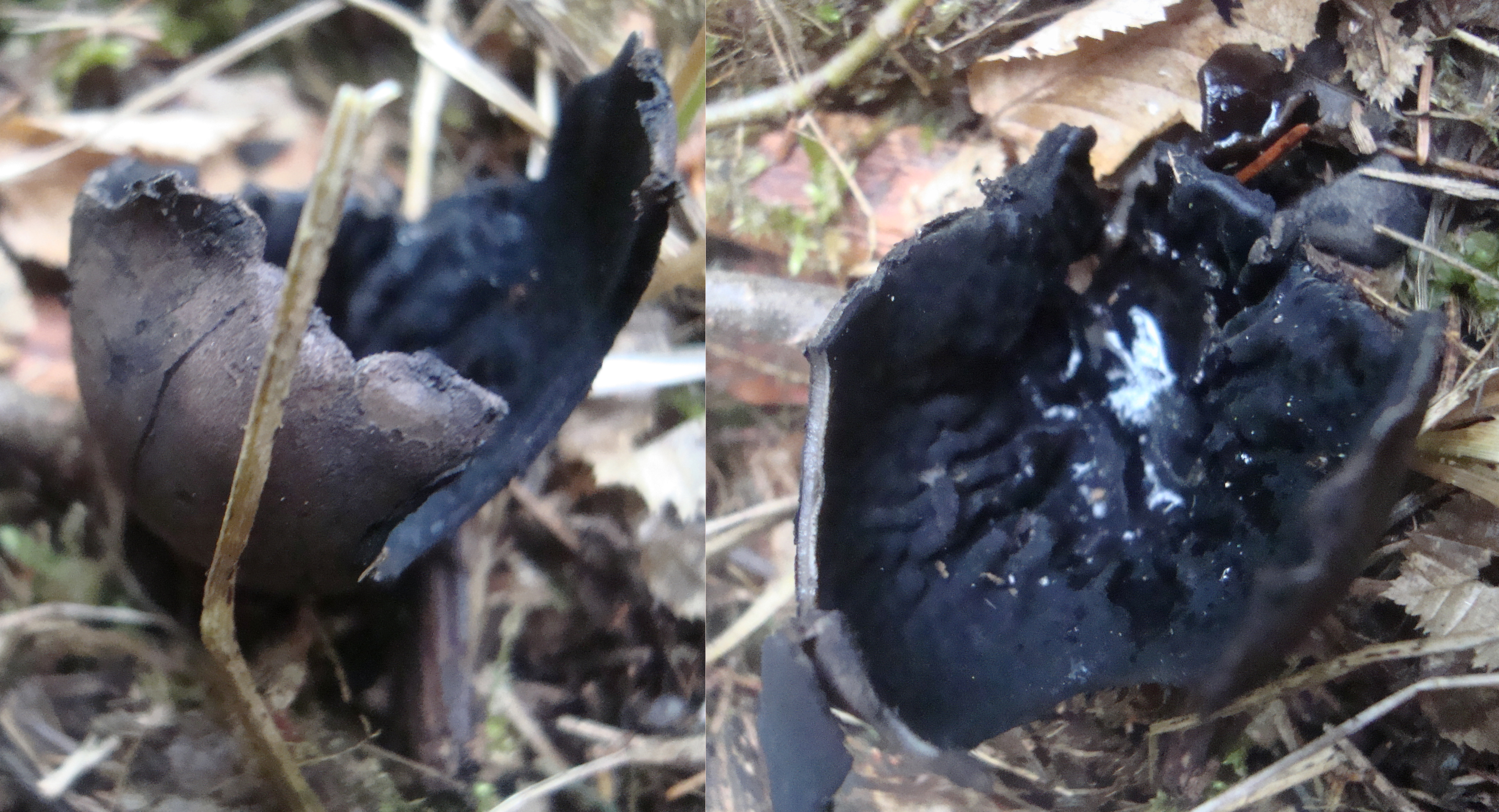
Urnula craterium

## Valorificare
Bureții proaspeți, tăiați foarte mărunt, pot fi pregătiți ca ciulama, de asemenea împreună cu alte ciuperci de pădure sau adăugați la un sos de carne, cu preferință de porc, pui sau iepure de casă.
Cel mai bun fel de aplicare este uscatul. De abia atunci ciupercile dezvoltă aroma precum gustul lor extraordinar, amintind la acel de trufă. Ele se pot de asemenea adăuga ca praf la supe și alte sosuri sau ca ingredient la producerea de ketchup de ciuperci precum esență de bureți.
În 2012, această specie a fost ciuperca anului în Germania.